# Elżbieta Bieńkowska
Elżbieta Ewa Bieńkowska (Katowice, 4 de febrero de 1964) es una política polaca, perteneciente al partido Plataforma Cívica. Ha sido ministra de Desarrollo Regional de Polonia, ministra de Infraestruturas y Desarrollo y Vice primera ministra con Donald Tusk. Fue comisaria europea de Mercado Interior, Industria, Emprendimiento y PYMES en la Comisión Juncker.

## Biografía
Bieńkowska se graduó en Filología Oriental en 1989 en la Universidad Jaguelónica de Cracovia. También posee un postgrado de la Escuela Nacional Polaca de la Administración Pública y un MBA por la Escuela de Economía de Varsovia. 

## Trayectoria
Inició su carrera en la administración pública en el ayuntamiento de Katowice, y en 1999 fue nombrada máxima responsable de área de Economía municipal. Posteriormente fue designada como Directora de Desarrollo Regional en el Voivodato de Silesia, donde adquirió prestigio como gestora de fondos europeos.  
Tras ser elegida senadora en 2007, fue nombrada ministra de Desarrollo Regional en el primer gabinete del primer ministro Donald Tusk. En 2013 asumió el ministerio de nueva creación de Infraestructuras y Desarrollo y fue nombrada Vice primera ministra.
En septiembre de 2014 dejó estos cargos para formar parte de la Comisión Europea por designación del nuevo presidente, Jean Claude Juncker. El 1 de noviembre de 2014 tomó posesión de su cargo como comisaria europea de Mercado Interior, Industria, Emprendimiento y PYMES en la Comisión Juncker.